# Nuottasaari (ö i Mellersta Finland, Keuruu)
Nuottasaari är en ö i Finland. Den ligger i sjön Liesjärvi och i kommunen Keuru i den ekonomiska regionen  Keuru ekonomiska region  och landskapet Mellersta Finland, i den centrala delen av landet, 260 km norr om huvudstaden Helsingfors. Öns area är 0,7 hektar och dess största längd är 220 meter i nord-sydlig riktning.